# Лебедєв Сергій Малахійович
Сергій Малахійович Лебедєв (біл. Сяргей Малахіевіч Лебедзеў; 28 липня 1907, Вітебськ — 10 вересня 1965) — радянський білоруський геодезист, професор (1960).
Закінчив БСГА в 1930 році. У 1954—1963 рр. завідувач кафедри Білоруського інституту інженерів залізничного транспорту (Гомель).
Автор підручників, наукових посібників та наукових робіт з інженерної геодезії і аерогеодезії. Розробив першу модель графоредуктора (геодезичний прилад).